# Дру Вајсман
Дру Вајсман (енгл. Drew Weissman; Лексингтон, 7. септембар 1959) амерички је лекар и имунолог.
Познат је по свом доприносу биологији РНК. Вајсман је инаугурациони професор у области истраживање вакцина, директор Пен института за иновације РНК и професор медицине на Медицинском факултету Перелман на Универзитету Пенсилваније (Пен).
Вајсманов рад је у основи развоја мРНА вакцина, од којих су најпознатије оне за ковид 19 које производе BioNTech / Pfizer и Модерна. Заједно са биохемичарком Каталин Карико, Вајсман је добио Нобелову награду за физиологију и медицину 2023. „за њихова открића у вези са модификацијама нуклеозидних база које су омогућиле развој ефикасних мРНА вакцина против ковида 19. Вајсман је био добитник или кодобитник бројних награда, укључујући и престижну награду за клиничка медицинска истраживања Ласкер-ДеБакеј. Године 2022. изабран је у чланство Националне академије медицине и Америчке академије наука и уметности.
Вајсман је копроналазач неколико патената, укључујући US8278036B2 и US8748089B2, оба патента је регистровао са колегиницом Каталин Карико. Патенти детаљно описују модификације које су потребне да би РНК била погодна за вакцине и друге терапије. Касније су ови патенти лиценцирани Гарију Дахлу, оснивачу и извршном директору Cellscript-а, који је накнадно лиценцирао технологију Модерни и BioNTech-у, да их користи у својим вакцинама против ковида 19.